# Donald Howard Menzel
Donald Howard Menzel (11 de abril de 1901 - 14 de diciembre de 1976) fue uno de los primeros astrónomos teóricos y astrofísicos en los EE. UU. Investigó las propiedades físicas de la cromosfera solar, la química de las estrellas, la atmósfera de Marte y la naturaleza de las nebulosas gaseosas.

## Biografía
Nacido en Florence (Colorado), en 1901 y criado en Leadville, aprendió a leer a muy temprana edad, y siendo todavía muy joven era capaz de enviar y recibir mensajes en código morse, enseñado por su padre. Le encantaba la ciencia y la matemática, recolectar especímenes de rocas, y cuando aún era un adolescente, construyó un gran (y probablemente peligroso) laboratorio de química en el sótano de su casa. Fabricó un transmisor radiofónico -no se vendían todavía estos equipos en aquellos días- y se convirtió en un diestro radioaficionado. Fue un "Eagle Scout", especializando en criptoanálisis, así como un gran aficionado al excursionismo y a la pesca con mosca que practicó en distintas partes del mundo a lo largo de su vida. Contrajo matrimonio con Florence Elizabeth Kreager el 17 de junio de 1926 y tuvo dos hijas (Suzanne Kay y Elizabeth Ina).
A los 16 años, se matriculó en la Universidad de Denver para estudiar química. Se interesó por la astronomía gracias a su amigo Edgar Kettering, observando el eclipse solar del 8 de junio de 1918, y la erupción de la Nova Aquilae en 1918. Se graduó en la Universidad de Denver en 1920, y obtuvo su maestría en química y matemáticas en 1921. Durante los veranos de 1922, 1923, y 1924 trabajó como ayudante de investigación de Harlow Shapley en el Observatorio Universitario de Harvard, al cual denunció ante el Comité de Actividades Antiestadounidenses por sospechoso de comunismo. En la Universidad de Princeton obtuvo un segundo grado en astronomía en 1923, y en 1924 un doctorado. Henry Norris Russell fue su tutor en astrofísica, quien inspiró su interés por la astronomía teórica. Después de enseñar dos años en la Universidad de Iowa y en la Universidad Estatal de Ohio, en 1926 fue nombrado profesor ayudante en el Observatorio Lick de San José, donde trabajó durante varios años. En 1932 se trasladó a la Universidad de Harvard.
Durante la Segunda Guerra Mundial Menzel fue llamado afilas para unirse a la Armada como teniente coronel, para encabezar una división de inteligencia, donde utilizó sus habilidades multidisciplinares, incluyendo el descifrado de códigos del enemigo. Permaneció hasta 1955 trabajando con la Armada en la mejora de la propagación de las ondas de radio, realizando un seguimiento de las emisiones solares y estudiando el efecto de las auroras sobre la propagación radiofónica para el Departamento de Defensa.
Regresó a Harvard después de la guerra, donde fue nombrado director suplente del Observatorio en 1952, y su director entre 1954 y 1966. Se denomina "Vacío de Menzel" a la ausencia de placas fotográficos astronómicas durante un breve periodo en la década de 1950, cuando los procedimientos que fabricaban las placas fueron temporalmente suspendidos. Se retiró de Harvard en 1971. Desde 1964 hasta su muerte, Menzel fue asesor del Departamento de Estado de los Estados Unidos para asuntos latinoamericanos.
Recibió una maestría y el doctorado honorarios de la Universidad de Harvard en 1942 y de la Universidad de Denver en 1954 respectivamente. Entre 1946 y 1948 fue el vicepresidente de la Sociedad Astronómica Estadounidense, siendo su presidente entre 1954 y 1956. En 1965 le fue otorgado el Premio John Evans de la Universidad de Denver. En mayo de 2001, el Centro Harvard-Smithsonian para Astrofísica organizó el simposio "Donald H. Menzel: Científico, Educador, Constructor," en honor del 100.º aniversario del nacimiento de Donald H. Menzel.
Menzel también se dedicó a viajar con las expediciones científicas para observar eclipses solares. El 19 de junio de 1936, dirigió la expedición de Harvard-MIT a las estepas de Rusia (a Ak Bulak, en el suroeste de Siberia) para observar un eclipse total. Durante el eclipse del 9 de julio de 1945, dirigió la expedición conjunta estadounidense-canadiense a Saskatchewan, a pesar del cielo nublado. Observó muchos eclipses solares totales, a menudo dirigiendo las expediciones, incluyendo Catalina California (10 de septiembre de 1923, nublado), Camptonville California (28 de abril de 1930), Freyburg Maine (31 de agosto de 1932), Minneapolis-St. Paul Minnesota (30 de junio de 1954), la costa del Atlántico de Massachusetts (2 de octubre de 1959), norte de Italia (15 de febrero de 1951), Orono Maine (20 de julio de 1963, nublado), carretera Atenas/Sunion, Grecia (20 de mayo de 1966), Arequipa Perú (12 de noviembre de 1966), Miahuatlán, sur de Oaxaca, México (7 de marzo de 1970), Isla del Príncipe Eduardo Canadá (10 de julio de 1972), y Mauritania occidental (30 de junio de 1973), además de los otros tres mencionados anteriormente. Mantuvo con cierto orgullo el récord informal del mayor número de eclipses solares observados, un "título" que más tarde se adjudicó su estudiante, colega, y coautor Jay Pasachoff.

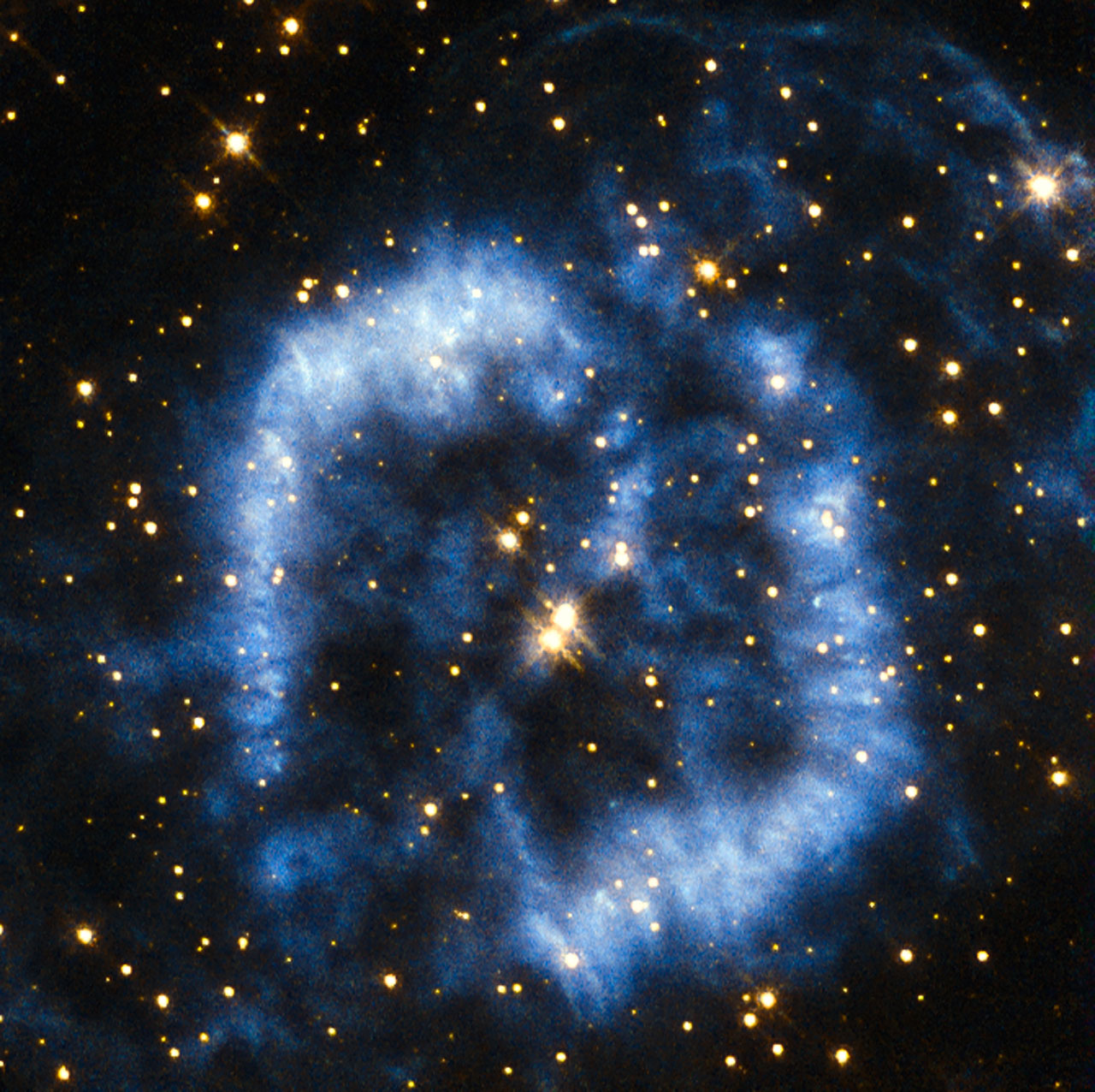
Nebulosa planetaria PK 329-02.2 también conocida como Menzel 2, o Mz 2. Fue descubierta en 1922.

A finales de la década de 1930 construyó un observatorio para el estudio de la corona solar en Climax (Colorado), utilizando un telescopio que simulaba un eclipse total del sol, permitiendo estudiar la corona solar y filmar sus erupciones, a las que llamó protuberancias solares. Inicialmente realizó investigación solar, pero posteriormente se concentró estudiando las nebulosas gaseosas. Su trabajo con Lawrence Hugh Aller y James Gilbert Baker definió muchos de los principios fundamentales del estudio de nebulosas planetarias. Fue el autor de la primera edición (1964) de la popular Guía de Campo de las Estrellas y Planetas, dentro de la colección de Guías de Campo Peterson. En uno de sus últimos artículos, Menzel concluyó, basándose en su análisis de las ecuaciones de Schwarzschild, que los agujeros negros no existen, afirmando que forman parte de un mito.
Era muy popular entre los niños gracias a sus charlas para escolares en el Observatorio de Harvard, en las que bromeaba con que le llamasen con el apodo de Pato Donald: Donald le Canard en Francia, Pato Donald en Latinoamérica, y Donald Utka en la Unión Soviética. Siempre llevaba encima numerosos bolígrafos, que usaba para escribir elaboradas historias que inventaba allá donde estuviera. Los colegas se familiarizaron con sus "Marcianos" que garabateaba durante las reuniones, desarrollando su afición a pintar acuarelas de escenas y criaturas alienígenas, fácilmente identificables por sus "agujeros tridimensionales", seres, nubes, y naves espaciales alienígenas. 
.

## Menzel y los ovnis
Además de sus contribuciones académicas y populares al campo de astronomía, Menzel era un destacado escéptico respecto a la realidad de los ovnis. Fue autor o coautor de tres libros populares descartando la verosimilitud de los ovnis en la Tierra : Platillos Volantes - Mito - Verdad - Historia (1953), El Mundo de los Platillos Volantes (1963, escrito con Lyle G Boyd), y El Enigma OVNI (1977, con Ernest H. Taves). En todos estos libros Menzel argumentaba que los OVNI no son nada más que una identificación errónea de fenómenos ordinarios como estrellas, nubes y aviones; o el resultado de la interpretación de personas que ven fenómenos atmosféricos inusuales y no habituales. A menudo sugirió que la inversión térmica, y las calimas podían distorsionar la visión de estrellas o planetas, haciéndolos aparentar un mayor tamaño, y una forma o movimiento inusuales. En 1968, Menzel atestiguó ante el Comité de la Cámara de Ciencia y Astronáutica de los EE. UU. en un simposio sobre los OVNI, declarando que consideraba que todos los avistamientos OVNI tienen explicaciones naturales.
Fue quizás el primer científico destacado en ofrecer su opinión sobre este asunto, y su estatus indudablemente influyó en la corriente principal y en la respuesta académica acerca del tema. Menzel quizás fue la opinión pública más temprana en cuanto al asunto OVNI, según un documental radiofónico dirigido y narrado por Edward R. Murrow a mediados de la década de 1950.
Menzel tuvo su propia experiencia OVNI cuándo observó un 'platillo volante' mientras estaba regresando del Polo Norte el 3 de marzo de 1955 en el vuelo meteorológico de la Fuerza del Aire "Ptarmigan", según narró el propio Menzel. Posteriormente identificó este fenómeno como un espejismo de la estrella Sirio, pero Stewart Campbell opinaba que realmente era un espejismo de Saturno.

## Eponimia
- El cráter lunar Menzel lleva este nombre en su memoria.[15]
- El asteroide (1967) Menzel también conmemora su nombre.[16]